# 哥倫比亞縣 (喬治亞州)
哥倫比亞縣（英語：Columbia County）是位於美國喬治亞州東部的一個縣，東鄰南卡羅萊納州。成立於1790年12月10日。面積797平方公里。根據美國2000年人口普查，共有人口89,288。縣治阿普靈。
縣名是紀念「發現」美洲大陸的克里斯多福·哥倫布。